# Moravagine (groupe)
Pour les articles homonymes, voir Moravagine (homonymie).
Moravagine est un groupe de punk italien. Formé en 1995, le groupe se sépare en 2007, avant d'organiser une tournée de réunion cinq ans plus tard, en 2011.

## Biographie
La naissance du groupe remonte à 1995 dans le sud de Padoue. Il se composait initialement de Tony Cavaliere (batterie), Andrea Pegoraro (guitare, chant), Alessandro Andolfo (guitare), Paolo Bertoncello (chant) et Daniele (basse). Leur premier album, Per non crescere, est un succès immédiat dans la scène punk italienne. Après deux CD démo auto-produits, Vizi (1998) et Punk for Fun (1999), le groupe publie son premier album studio, intitulé Per non crescere,.
En 2002, ils publient leur deuxième album studio, Ho scritto ti amo sulla sabbia del gatto, qui suit d'une tournée dans toute l'Italie. Ils tournent notamment au Spiriti Club le 28 juin 2002, à l'Anti Tour, au Fara Rock, My Zona, Punkarré, et au Rock Planet. Le 31 janvier 2003, ils jouent à Turin aux côtés des groupes Pay et Duffy Punk. En 2007, le groupe se sépare.
Le groupe décide de se réunir cinq ans après sa séparation, et annonce une tournée de réunion entre octobre et novembre 2011. Ils jouent en 2014 au Ferrock Festival avec Peter Punk.

## Membres

### Derniers membres
- Sbruffone (Tony Cavaliere) - batterie (1995-2007)
- Houselong (Andrea Pegoraro) - guitare, chant (1995-2007)
- Page (Alessandro Andolfo) - guitare  (1995-2007)
- Pablo (Paolo Bertoncello) - chant (2000-2007)
- Geboh (Daniele) - basse (2003-2007)

### Anciens membres
- Gigio (Giacomo Spanò) - basse (1995-2000)
- Cyba (Andrea Berton) - basse (2000-2003)
- Dave (Davide Finotti) - chant (1995-2000)

## Discographie
- 1998 : Vizi (CD démo auto-produit)
- 1999 : Punk for Fun (CD démo auto-produit)
- 2000 : Per non crescere
- 2001 : Peter Punk Vs Moravagine (split)
- 2002 : Ho scritto ti amo sulla sabbia del gatto
- 2003 : Per non crescere XL Edition
- 2004 : Diaboliko